# Загадка Эндхауза (фильм)
«Загадка Эндхауза» — советский детективный художественный фильм 1989 года, снятый режиссёром Вадимом Дербенёвым. Экранизация одноимённого романа Агаты Кристи.

## Сюжет
Эркюль Пуаро решил отдохнуть от дел на морском побережье. Его сопровождает старый друг капитан Гастингс. Однако, когда друзья мирно беседовали в кафе, знаменитому сыщику неожиданно упала в стакан пуля от Маузера. Пуаро выясняет, что пуля предназначалась очаровательной девушке Ник Бакли, владелице старинного дома на окраине города, который называется «Эндхауз» («дом на краю»). Пробив шляпку девушки и срикошетив от дерева, пуля попала в стакан Пуаро, тем самым прервав его отдых. Пуаро решает помешать планам убийцы и начинает расследование, однако ему не удается предотвратить трагедию.

## В ролях
- Анатолий Равикович — Эркюль Пуаро
- Дмитрий Крылов — капитан Гастингс
- Виргиния Кельмелите — Ник Бакли (озвучивание — Наталья Гурзо)
- Илона Озола — Мэгги Бакли
- Андрей Харитонов — Джордж Челенджер
- Инара Слуцка — Фредерика Райс (озвучивание — Ольга Гаспарова)
- Юозас Будрайтис — Чарльз Вайз (озвучивание — Александр Яцко)
- Павел Сиротин — инспектор Джепп
- Ита Эвер — миссис Крофт
- Антанас Жякас — мистер Крофт (озвучивание — Игнат Лейрер)
- Петерис Вилкасте[латыш.] — Джим Лазарус
- Георгий Жолудь — доктор Грэхем
- Дарья Дербенёва — санитарка в клинике доктора Грэхема
- Бронюс Жалюнас — эпизод

## Съёмочная группа
- Автор сценария и режиссёр-постановщик: Вадим Дербенёв
- Оператор-постановщик: Леонид Калашников
- Художник-постановщик: Георгий Колганов
- Композитор: Микаэл Таривердиев
- Звукооператор: Рэм Собинов

## Съёмки
- Съёмки фильма проводились в Литовской ССР, в городе Каунасе. На Каунасском водохранилище (яхтклуб), на Зеленой горе (отель и Эндхауз), в старой части города (офис нотариуса), на Лайсвес аллее (цветочный магазин), рядом с Пажайслисским монастырем (больница).
- В одном из эпизодов Гастингс смотрит в номере гостиницы фильм о приключениях Джеймса Бонда - Moonraker

## Премии
- 1990 — Кинопремия «Ника» в номинации «Лучшая музыка к фильму» (Микаэл Таривердиев)[1]